# Lopes Gonçalves
Lopes Gonçalves oder Lopo Gonçalves (lebte im 15. Jahrhundert) war ein portugiesischer Entdecker der westafrikanischen Küste. 
Gonçalves führte seine Entdeckungsreise im Auftrag von Fernão Gomes durch, einem portugiesischen Unternehmer, der einen Pachtvertrag für die Entdeckung der westafrikanischen Küste von König Alfons V. erhalten hatte.
Gonçalves und Rui de Sequeira passierten 1471 das Cap Santa Catarina und erreichten Kap Lopez in Gabun, welches nach ihm benannt ist.